# Spartak Naltsjik
Spartak Naltsjik (Russisch: Спартак-Нальчик) is een Russische voetbalclub uit Naltsjik, de hoofdstad van de autonome republiek Kabardië-Balkarië.
De club werd in 1959 opgericht als Spartak maar stond ook enkele jaren bekend onder een andere naam, Automobilist van 1969-72 en Elbrus in 1976. In de jaren zeventig en tachtig speelde de club in de 2de en 3de klasse van de Sovjet-Unie.
Na de verbrokkeling van de Sovjet-Unie startte de club in 1992 in de 2de klasse van Rusland en degradeerde daar in 1993, na 2 seizoenen derde klasse promoveerde de club terug en speelde in de 2de klasse tot 2005, dan promoveerde de club voor het eerst in zijn bestaan naar het hoogste niveau, de Premjer-Liga. In 2012 degradeerde de club opnieuw naar de Russische Eerste divisie. Na het seizoen 2013/14 degradeerde de club vanwege financiële problemen vrijwillig naar de Tweede divisie.

## Bekende (oud-)spelers
- Aleksandr Amisoelasjvili
- Denis Evsikov
- Viktor Fajzoelin
- Gogita Gogoea
- Milan Jovanovic
- Vitaliy Lanko
- Roman Oezdenov
- Denis Popov